# هربرت بيكرينغ
هربرت بيكرينغ (بالإنجليزية: Herbert Pickering)‏ هو سياسي نيوزلندي، ولد في 29 مارس 1919، وتوفي في 25 يوليو 2009. انتخب وزير التعليم ‏ وانتخب عضو مجلس النواب نيوزيلندا.